# 알레산드라 무솔리니
알레산드라 무솔리니(이탈리아어: Alessandra Mussolini, 1962년 12월 30일 ~ )는 이탈리아의 정치인이다.
2003년 11월 27일 이탈리아 우익 정당인 국민동맹에서 탈당했다. 알레산드라는 이날 국민동맹 당수인 지안 프랑코 피니 부총리가 최근 이스라엘을 방문, 과거 파시스트 정권의 유대인 탄압정책을 비난한 것에 항의하며 당을 떠났다.
또한 자신의 할아버지면서 2차대전 시절 당시 아돌프 히틀러와 함께 남부 유럽에서 수 많은 유대인들과 희랍인들과 집시인들, 그리고 리비아와 에티오피아에 있던 주민들을 잔인하게 학살하기로 가장 악명 높았던 이탈리아의 추축국 전범이였던 베니토 무솔리니의 전범 행위를 옹호하는 망언들으로 인해서, 당시 2차 대전 시절 무솔리니에게 상당한 피해를 당했었던 이스라엘과 그리스 국가 입장에서는 상당히 불쾌하게 여기는 인물로 꼽힌다.
2005년 1월 7일 SS 라치오의 스트라이커 파올로 디 카니오는 29분 선취골을 터뜨리고 AS 로마를 3:0으로 이긴 뒤 스탠드 북쪽끝에 있는 팬들에게 달려가 오른팔을 하늘쪽으로 펴는 파시스트 경례를 했다. 이에 대해 알레산드라 무솔리니와 보수주의자들은 "그의 로마식 경례가 얼마나 멋졌는지, 그것은 나를 기쁘게 했다"고 말했다. 반면, 중도좌파 정치인 엔조 포시는 “그를 축구선수로서 존경하고 있지만, 그의 행동은 나를 섬뜩하게 했다”고 말했다.
슬하에 1남 2녀를 두었고, 아들 로마노 플로리아니 무솔리니는 SS 라치오 소속 축구 선수다.